# Кампанелла, Алисса
Алисса Кампанелла (англ. Alyssa Campanella, род. 21 марта 1990 года) — победительница конкурса Мисс США 2011 года.
Кампанелла заняла второе место на конкурсе Молодая мисс США в 2007 году. После победы в 2011 году в конкурсе Мисс США, она стала представителем США на конкурсе Мисс Вселенная 2011, проходившем в Сан-Паулу, Бразилия в сентябре 2011 года, где вошла в 16 лучших.

## Ранние годы
Родилась 21 марта 1990 года в тауншипе Маналапан, Нью-Джерси. В детстве посещала старшую школу Фрихолд в одноимённом городке. В возрасте 17 лет она стала учиться в Нью-Йоркской консерватории драматического искусства, где изучала актёрское мастерство в кино и на телевидение. Она также посещала Институт кулинарного искусства.

## Молодая мисс США
В октябре 2006 года Кампанелла завоевала титул Молодая мисс Нью-Джерси и стала представительницей своего штата на конкурсе Молодая мисс США 2007, который прошёл 24 августа 2007 года в Пасадине, Калифорния. В конкурсе она заняла второе место, уступив победительнице Хилари Крус из Колорадо.

## Мисс США
Кампанелла дважды принимала участие в конкурсе Мисс Нью-Джерси, заняв второе место в 2008 году и попав в число 15 лучших в 2009 году.
11 ноября 2010 года она приняла участие в конкурсе Мисс Калифорния, где завоевала титул. 19 июня 2011 года она завоевала титул Мисс США в Лас-Вегасе, Невада. Как Мисс США она представляла свою страну на конкурсе Мисс Вселенная 2011, проходившем 12 сентября 2011 года в Бразилии, где вошла в 16 лучших.

## Личная жизнь

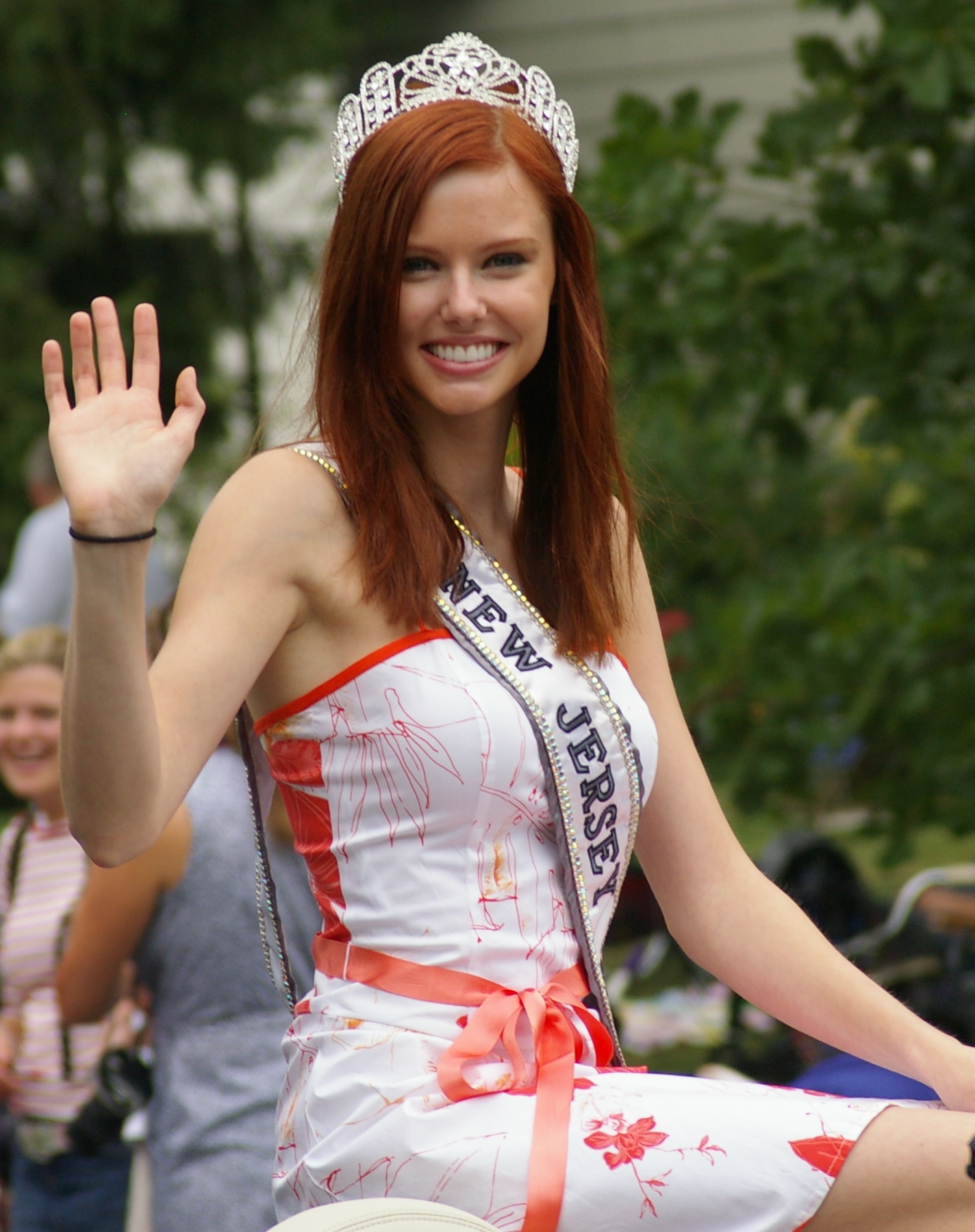
Кампанелла как победительница «Юная мисс Нью-Джерси»

Её отец итальянского происхождения, а мать имеет датские и немецкие корни. С 2010 года Кампанелла начала встречаться с канадским актёром Торрансом Кумбсом. 12 июня 2015 года пара объявила о своей помолвке. Церемония бракосочетания прошла 2 апреля 2016 года в узком кругу в Санта-Инез, штат Калифорния, США. 19 апреля 2019 года они объявили о своём расставании.
В ноябре 2019 года Кампанелла переехала в Гонконг к своему давнему другу с которым у неё начались романтические отношения. В декабре 2021 года пара объявила о своей свадьбе, а в ноябре 2022 года у них родилась дочь.

## Другие проекты
В январе 2012 года она приняла участие в ралити-шоу канала Food Network Rachael vs. Guy: Celebrity Cook-Off, в котором смогла продержаться всего две недели.
В 2013 году Алисса вместе с ещё тремя победительницами конкурса Мисс США позировала в практически обнажённом виде для кампании PETA, направленной против призов из меха на конкурсах красоты.
В настоящее время ведёт блог «The A List».